# Cymophorus nyansanus
Cymophorus nyansanus är en skalbaggsart som beskrevs av Hermann Julius Kolbe 1914. Cymophorus nyansanus ingår i släktet Cymophorus och familjen Cetoniidae. Inga underarter finns listade i Catalogue of Life.